# 79 Leonis
79 Leonis är en gul jätte i stjärnbilden Lejonet.
79 Leonis har visuell magnitud +5,39 och är väl synlig för blotta ögat vid god seeing. Den befinner sig på ett avstånd av ungefär 355 ljusår.